# امی اسپلوند
امی اسپلوند (به انگلیسی: Ami Aspelund) (زاده ۷ سپتامبر ۱۹۵۳) خواننده فنلاندی است.
او نماینده فنلاند در مسابقه آواز یوروویژن ۱۹۸۳ بود .